# Stewton
Stewton – wieś i civil parish w Anglii, w Lincolnshire, w dystrykcie East Lindsey. W 2001 civil parish liczyła 69 mieszkańców. Stewton jest wspomniana w Domesday Book (1086) jako Stiveton(e).